# Березнеговатская волость
Березнеговатская волость — административно-территориальная единица Усманского уезда Тамбовской губернии с центром в селе Березнеговатка.

## География
Волость расположена в центральной части Усманского уезда. Волостной центр находился в 40 верстах от г. Усмани.

## История
Волость образована после реформы 1861 года.
Волостное управление на основании Общего положения о крестьянах 1861 года составляли:
1. Волостной сход;
2. Волостной старшина с волостным правлением;
3. Волостной крестьянский суд.

Волостные правления были ликвидированы постановлением Совнаркома РСФСР от 30 декабря 1917 года «Об органах местного самоуправления». Управление волости передавалось волостным съездам советов и волисполкомам.
Постановлением ВЦИК РСФСР от 4 января 1923 г. передана в состав Воронежской губернии.

## Населенные пункты
По состоянию на 1914 год состояла из 27 населенных пунктов:
села:
- Березнеговатка
- Демшинка
- Средняя Матрёнка
- Мазейка
- Замарай—Боровских
- Лебедянка

деревни:
- Малая Демшинка
- Замарай—Липецких
- Большой Крутчик
- Малый Крутчик
- Бредихино
- Большие Отрожки
- Малые Отрожки
- Плавицо Студенки
- Ярлуково
- Панино—Липецких
- Поддубровка
- Сошки-Кривки
- Кужное Чернечек
- Наливкино
- Александровка 1-я
- Александровка 2-я
- Георгиевка
- Марфино
- Московка
- Матвеевка 1-я
- Матвеевка 2-я

## Население
В 1914 году насчитывалось 13751 жителей.

## Приходы
- Приход церкви во имя Архистратига Михаила в с. Березнеговатка. Приход открыт в 1782 году. Церковь каменная построена в 1813 году на средства прихожан. В приходе две деревни: Марфино (Бунино) и Марфино (Москва)[6].
- Приход церкви Михаила Архангела в с. Демшинка. Церковь деревянная, построена в 1853 году на средства прихожан. В 1910 году на средства прихожан была построена каменная Архангельская церковь. В приходе пять деревень: Отрожки, Панино (Липецкая), сельцо Александровка, Наливкикино и Малая Демшинка[7].

- Приход церкви во имя Архистратига Михаила в с. Мазейка. Церковь деревянная. В приходе три деревни: Александровка (Прудки), Сошки, Поддубровка[8].
- Приход церкви Покрова Пресвятой Богородицы в с. Замарай. Открыт в 1864 году с момента строительства деревянной церкви. В приходе имение княжны А. Кугушевой[9].
- Приход церкви во имя Архистратига Михаила в с. Лебедянка. Открыт в 1841 году с момента строительства каменной церкви на средства прихожан. В приходе семь деревень: Студенки, Бредихино, Ярлуковские, Крутчинские, Егоровские, Байгоровские, Кужного Черничка. Хутор Сукочева[10].